# The Champ (1931)
The Champ is een Amerikaanse dramafilm uit 1931 onder regie van King Vidor. Destijds werd de film uitgebracht onder de titel De kampioen.

## Verhaal
Een jongetje heeft een grenzeloos vertrouwen in zijn vader, een beroepsbokser op zijn retour. Dat vertrouwen wordt danig op de proef gesteld.

## Rolverdeling
| Acteur           | Personage |
| ---------------- | --------- |
| Wallace Beery    | Kampioen  |
| Jackie Cooper    | Dink      |
| Irene Rich       | Linda     |
| Roscoe Ates      | Sponge    |
| Edward Brophy    | Tim       |
| Hale Hamilton    | Tony      |
| Jesse Scott      | Jonah     |
| Marcia Mae Jones | Mary Lou  |